# Красноуфимск (станция)
Красноуфимск — железнодорожная станция Ижевского региона Горьковской железной дороги и один из двух вокзалов в городе Красноуфимске Свердловской области. Отнесена к 1 классу объёма работы.

## История
Станция открыта в 1919 году вместе с железной дорогой от Казани до Екатеринбурга. Электрифицирована в 1980 году в сторону Екатеринбурга, в 1982 г. в сторону Казани.

## Расположение
Станция расположена на юге Красноуфимска, на одной из главных магистралей юга — улице Ухтомского. Восточнее расположены многочисленные заводы и депо, западнее — жилые кварталы и железнодорожная больница, южнее — залив р. Уфы. Прямо у вокзала расположена большая площадь с остановками автобусов. Однако, несмотря на это, большая часть населения пользуется для поездок на север соседним остановочным пунктом 1437 км, который расположена в основном жилом массиве Красноуфимска.

## Описание
Станция участковая на линии Агрыз — Дружинино. В депо приписана большая часть электровозов ВЛ80 и ВЛ85 Горьковской железной дороги.

## Деятельность
На станции осуществляются:
- Приём и выдача багажа и продажа билетов на поезда местного и дальнего следования;
- Приём и выдача грузов повагонными отправками открытого хранения на местах общего пользования;
- Приём и выдача грузов повагонными отправками складского хранения;
- Приём и выдача грузов на подъездных путях;
- Приём и выдача грузов в контейнерах массой брутто 3-5 т.
- Имеются механизмы грузоподъёмностью 6-10 т.

## Пассажирские перевозки

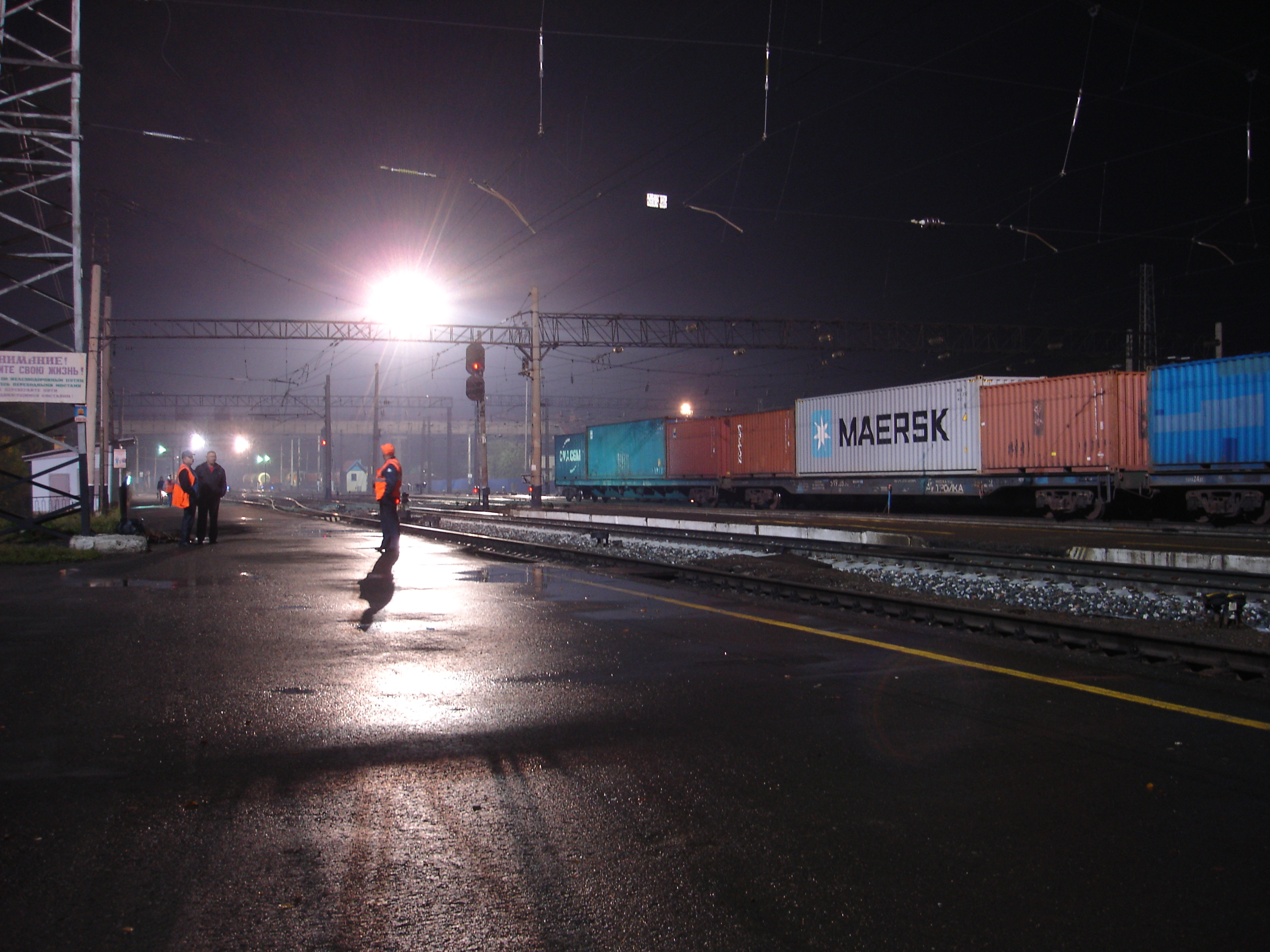
Станция ночью

На станции останавливаются все проходящие поезда, как дальнего, так и пригородного следования. По графику 2021 года через станцию курсируют следующие поезда дальнего следования:

### Круглогодичное движение поездов
| № поезда    | Маршрут движения            | № поезда    | Маршрут движения            |
| ----------- | --------------------------- | ----------- | --------------------------- |
| 15 «Урал»   | Челябинск — Москва          | 16 «Урал»   | Москва — Челябинск          |
| 85 «Тюмень» | Нижневартовск — Москва      | 86 «Тюмень» | Москва — Нижневартовск      |
| 75          | Омск — Симферополь          | 76          | Симферополь — Омск          |
| 81          | Улан-Удэ — Москва           | 82          | Москва — Улан-Удэ           |
| 89          | Петропавловск — Москва      | 90          | Москва — Петропавловск      |
| 95          | Барнаул — Москва            | 96          | Москва — Барнаул            |
| 107         | Нижневартовск — Волгоград   | 108         | Волгоград — Нижневартовск   |
| 115         | Томск — Адлер               | 116         | Адлер — Томск               |
| 117         | Новокузнецк — Москва        | 118         | Москва — Новокузнецк        |
| 127         | Екатеринбург — Ижевск       | 128         | Ижевск — Екатеринбург       |
| 135         | Барнаул — Москва            | 136         | Москва — Барнаул            |
| 139         | Барнаул — Адлер             | 140         | Адлер — Барнаул             |
| 303         | Алма-Ата — Казань           | 304         | Казань — Алма-Ата           |
| 315         | Ташкент — Казань            | 316         | Казань — Ташкент            |
| 335         | Екатеринбург — Новороссийск | 336         | Новороссийск — Екатеринбург |
| 377         | Новый Уренгой — Казань      | 378         | Казань — Новый Уренгой      |
| 445         | Екатеринбург — Кисловодск   | 446         | Кисловодск — Екатеринбург   |

### Сезонное движение поездов
| № поезда | Маршрут движения                              | № поезда | Маршрут движения                              |
| -------- | --------------------------------------------- | -------- | --------------------------------------------- |
| 233      | Екатеринбург — Имеретинский курорт            | 234      | Имеретинский курорт — Екатеринбург            |
| 521      | Приобье — Новороссийск                        | 522      | Новороссийск — Приобье                        |
| 595      | Новый Уренгой — Тюмень — Екатеринбург — Анапа | 596      | Анапа — Екатеринбург — Тюмень — Новый Уренгой |

Все маршруты пригородных поездов на станции заканчиваются. От станции есть прямые электропоезда ППК «Содружество» до ст. Дружинино, Ижевск, Янаул.